# L'Aube (film, 1985)
Pour les articles homonymes, voir L'Aube.
Pour plus de détails, voir Fiche technique et Distribution.
L'Aube est un film franco-israélo-hongrois réalisé par Miklós Jancsó en 1985. C'est l'adaptation du roman L'Aube  publié par Elie Wiesel en 1961. Il est présenté en compétition à la Berlinale 1986.

## Synopsis
Après l'occupation de la Palestine par l'Armée Britannique, un jeune juif est chargé de tuer un officier Anglais...

## Fiche technique
- Titre : L'Aube
- Réalisation : Miklós Jancsó, assisté de Pascal Deux et Suzanne Schiffman
- Scénario : Miklós Jancsó d'après le livre d'Elie Wiesel
- Durée : 92 min
- Date de sortie : 1985

## Distribution
- Serge Avédikian : Yoav
- Paul Blain : David
- Christine Boisson : Llana
- Philippe Léotard : Gad
- Redjep Mitrovitsa : Elisha
- Michael York : John Dawson